# Секей, Андраш
Андраш Секей (венг. Székely András; 5 марта 1909 — январь 1943) — венгерский пловец, призёр Олимпийских игр.
Андраш Секей родился в 1909 году в Татабанье. В 1931 году он завоевал золотую и серебряную медали чемпионата Европы, а в 1932 году на Олимпийских играх в Лос-Анджелесе стал обладателем бронзовой медали в эстафете 4×200 м вольным стилем.
Как еврей, был призван на принудительные работы и погиб в 1943 году. Точная дата и обстоятельства гибели неизвестны.